# Stephen Higginson

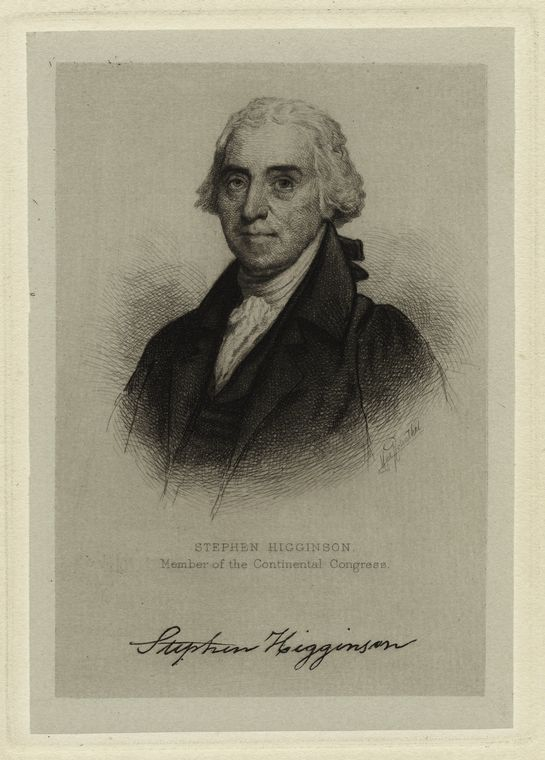
Stephen Higginson

Stephen Higginson (* 28. November 1743 in Salem, Province of Massachusetts Bay; † 22. November 1828 in Boston, Massachusetts) war ein US-amerikanischer Politiker. Im Jahr 1783 war er Delegierter für Massachusetts im Kontinentalkongress.

## Werdegang
Stephen Higginson besuchte die öffentlichen Schulen seiner Heimat und arbeitete danach im Handel. Zwischen 1765 und 1775 war er Kapitän eines Handelsschiffes. Er engagierte sich auch in der Politik und wurde 1782 Mitglied des Massachusetts General Court. Allerdings wird in den Quellen nicht vermerkt, welcher Kammer der Staatslegislative er angehörte. 1783 vertrat er Massachusetts im Kontinentalkongress. Higginson war auch als Oberstleutnant einer Einheit aus Boston an der Niederschlagung der sogenannten Shays’ Rebellion beteiligt. Zwischen 1797 und 1808 war er als Naval Officer bei der Hafenverwaltung von Boston tätig.
Politisch schloss sich Higginson um die Wende vom 18. zum 19. Jahrhundert der von Alexander Hamilton gegründeten Föderalistischen Partei an. Während des Britisch-Amerikanischen Krieges von 1812 war er wie die meisten seiner Parteifreunde ein Gegner dieses Krieges. Er gehörte den radikalen Gruppen der Blue Light Federalists und der Essex Junto an, die unter anderem britische Schiffe vor amerikanischen Blockadeschiffen mit blauen Lichtsignalen (daher der Name Blue Lights) warnten. Außerdem unterstützte diese Gruppe auf der Hartford Convention von 1814 den erfolglosen Antrag auf eine Abspaltung der Neuenglandstaaten von der Union. Stephen Higginson starb 1828 in Boston.